# Platypygus melinoproctus
Platypygus melinoproctus är en tvåvingeart som beskrevs av Friedrich Hermann Loew 1873. Platypygus melinoproctus ingår i släktet Platypygus och familjen svävflugor. Inga underarter finns listade i Catalogue of Life.